# Oenopota admetoides
Oenopota admetoides é uma espécie de gastrópode do gênero Oenopota, pertencente a família Mangeliidae.